# Satiro in riposo
Copia romana di epoca imperiale, tratta da un originale greco del tardo classicismo. Risalente circa al 130 d.C. (la copia), al IV secolo a.C. (l'originale di Prassitele). Il Satiro in riposo, noto anche come Satiro anapauomenos (dalla lingua greca ἀναπαυόμενος, ἀναπαύω-a riposo) è una tipologia di statua generalmente attribuita originariamente all'antico scultore greco classico Prassitele. A tutt'oggi ne sono noti 115 esempi, di cui la copia più famosa è quella conservata ai musei capitolini a Roma.

## Descrizione

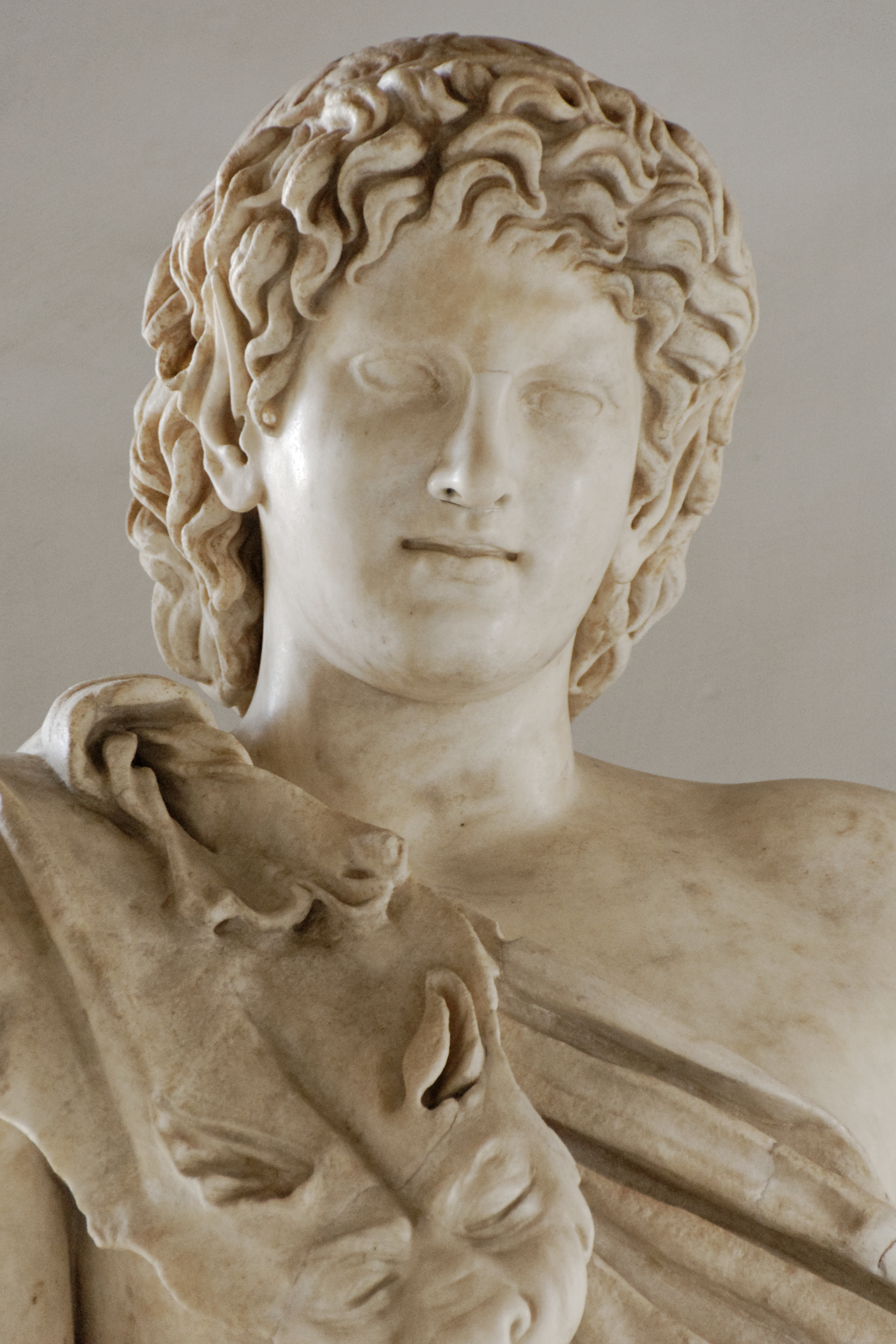
Primo piano della statua

Viene rappresentato un giovane sileno, identificabile chiaramente dalle orecchie equine a punta (presenta anche una posa a chiasmo talmente accentuata che ha bisogno di un appoggio per risultare armonico) e dalla pardalide o "pelle di pantera" indossata: drappeggiata casualmente sulla spalla destra, attorno alla vita sinistra e dietro la schiena, di modo che la testa dell'animale selvaggio ricada sulla spalla destra e finisca col coprire parte del petto. L'espressione della testa animale è calma, come se dormisse.
Il corpo dell'adolescente è leggermente paffuto, emanante un senso d'inesperienza ma estremamente affascinante. La testa è leggermente inclinata verso sinistra rivolgendo verso lo spettatore un'espressione dolce, seria e introversa ma con, al contempo, un accenno di sorriso.
Appoggia in atto di riposo il gomito destro su un tronco d'albero e in una posizione alquanto instabile, mantenendo come supporto solamente la gamba sinistra. La sua gamba destra rimane piegata, col piede incuneato all'indietro fino a sfiorare il tallone sinistro.
In una serie di copie successive gli autori hanno aggiunto un oggetto che viene tenuto nella mano destra, solitamente un flauto di Pan, mentre quella sinistra si trova appoggiata al fianco tenendo così premuta la pelle di pantera.
I tratti del viso sono ben definiti e il naso è leggermente arricciato e appiattito; i capelli sono folti, ricciuti e molto curati (ricordando in questo l'iconografia inerente alle divinità fluviali (di Fauno e Silvano), trattenuti sulla fronte da un cordoncino o da una corona, le orecchie e il collo.

## Attribuzione
Il "Satiro in riposo" (riposo del satiro) è tradizionalmente identificato con il satiro periboêtos di cui parla Plinio il Vecchio nella sua Historia naturalis XXXIV, 69: Prassitele ha prodotto una scultura in bronzo di Liber, famosa divinità ebbra che i Greci denominano satiro periboetos.
Lo studioso tedesco del XVIII secolo Johann Joachim Winckelmann l'ha intesa come celebre e famosa e ciò difatti spiegherebbe il gran numero di esempi esistenti di essa, che ne hanno fatto uno dei tipi più popolari nell'intera area del Mediterraneo, più di un centinaio di cui quindici presenti solamente a Roma e otto in Grecia.

## Versioni

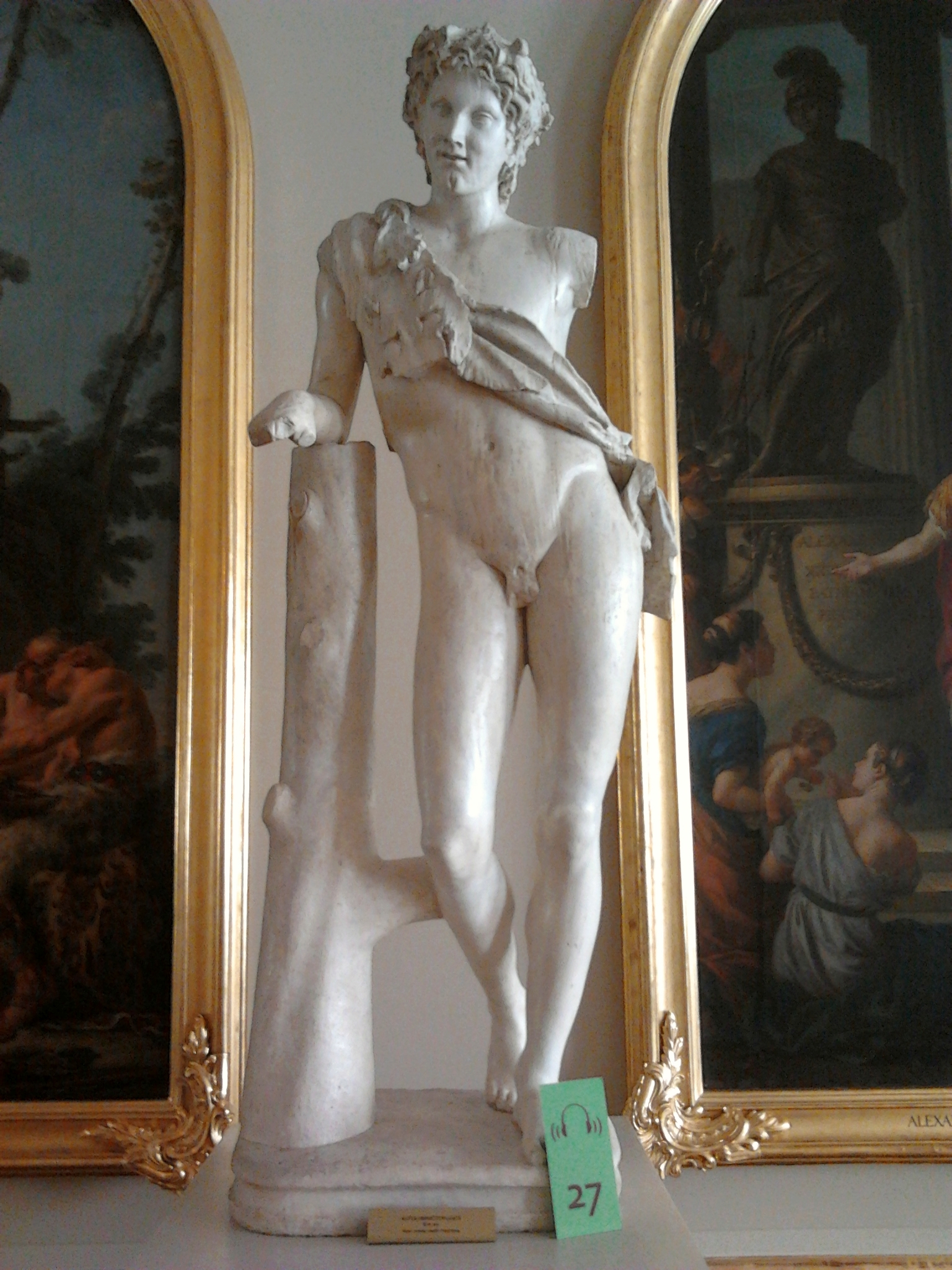
Marmo del II secolo alto 179 cm, al Castello reale di Varsavia
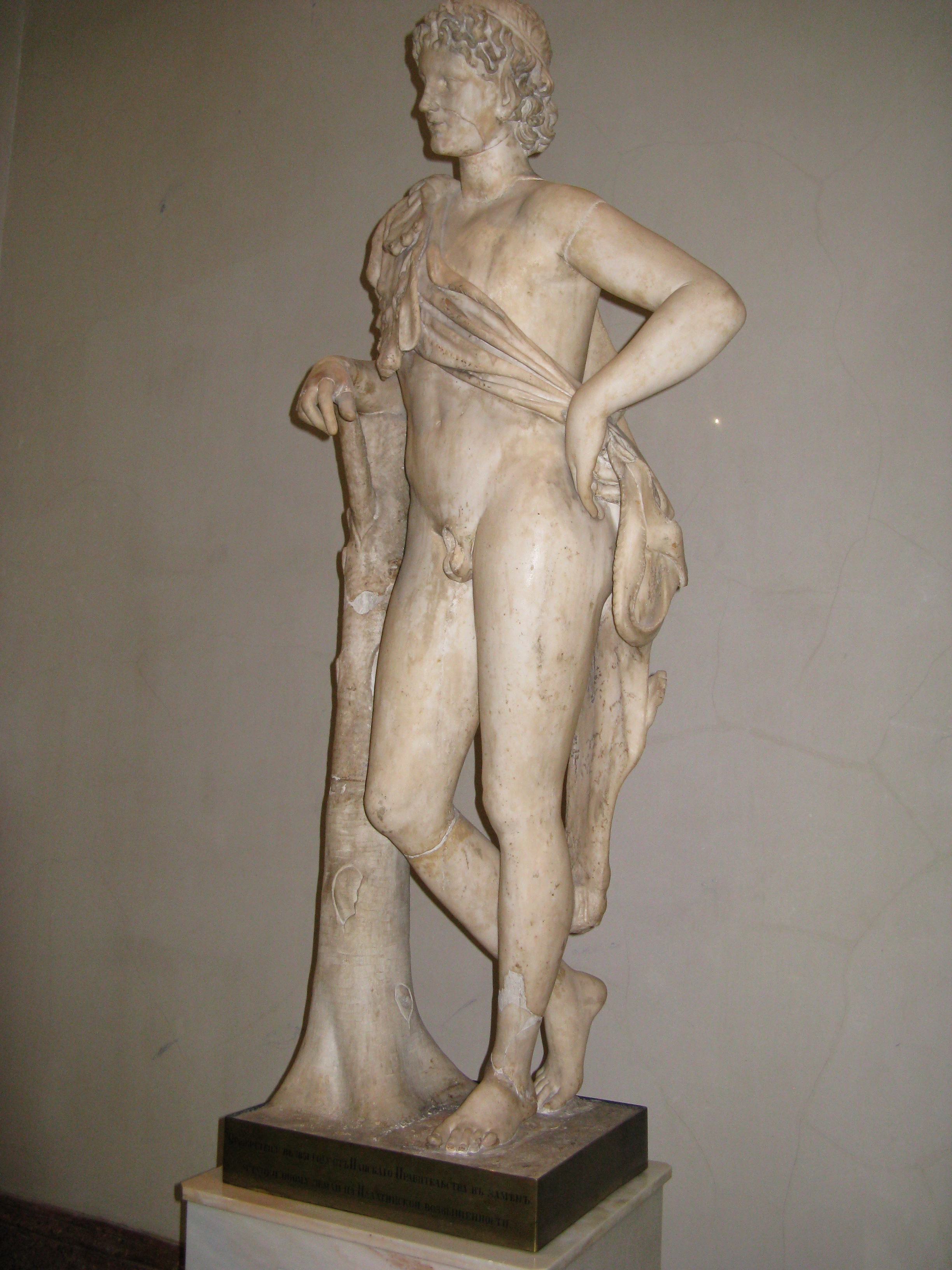
Copia romana del IV secolo alta 168 cm, al museo dell'Hermitage
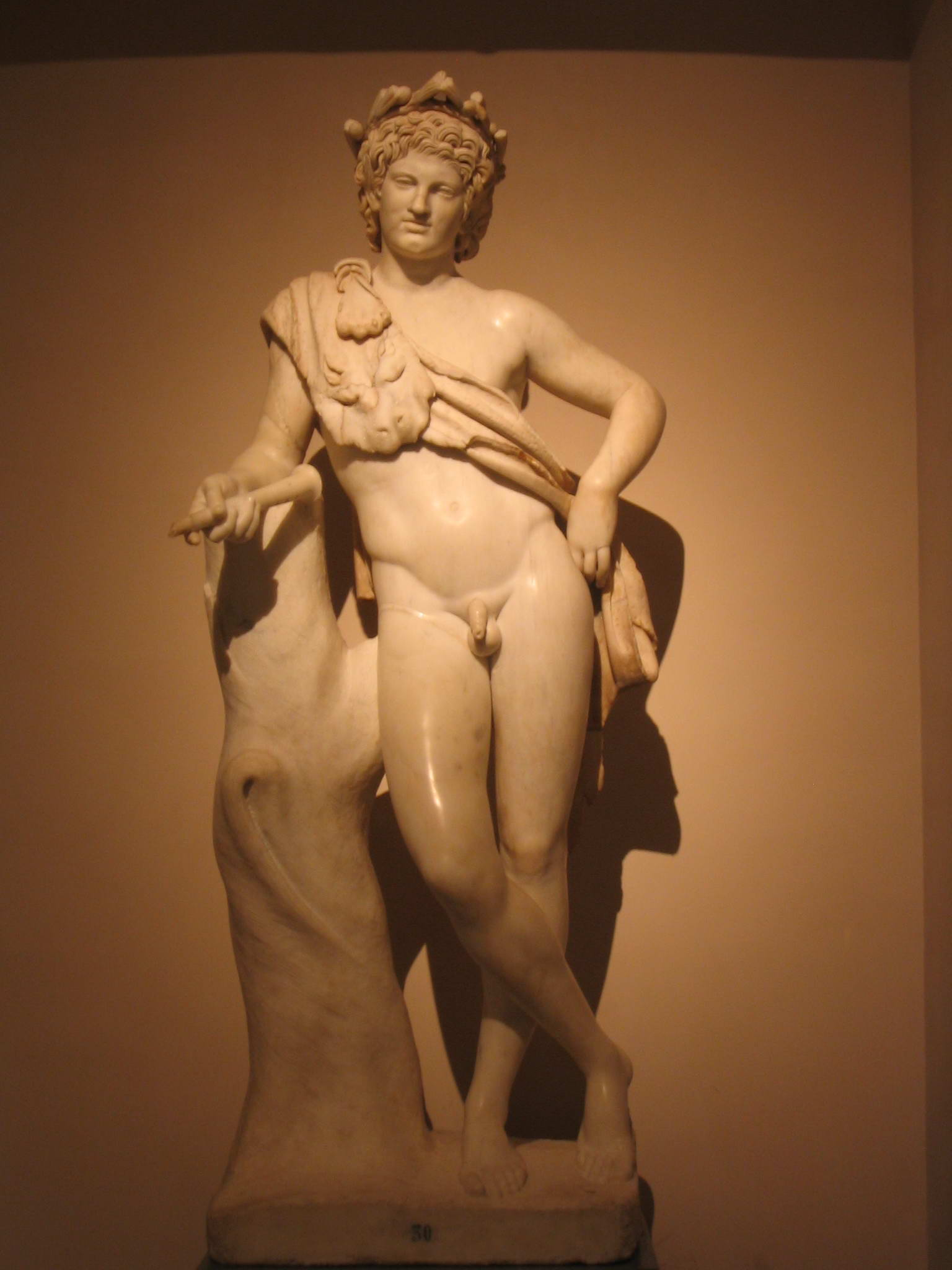
Copia romana del II secolo alta 190 cm, al museo del Prado
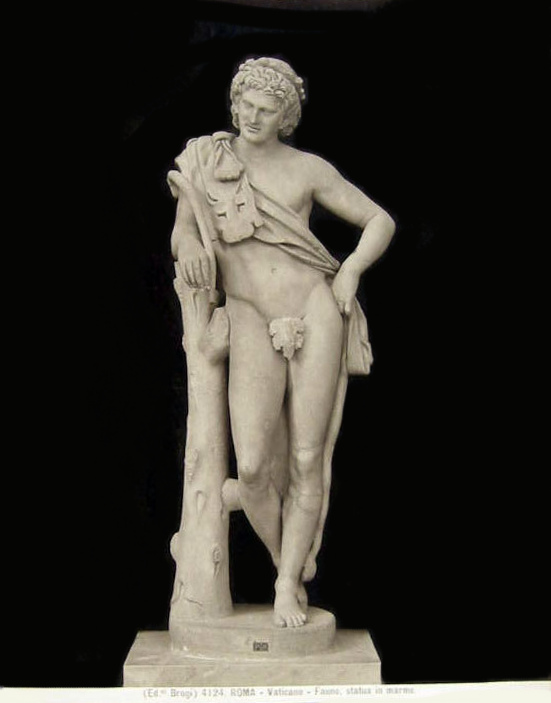
Copia eseguita da Giacomo Brogi
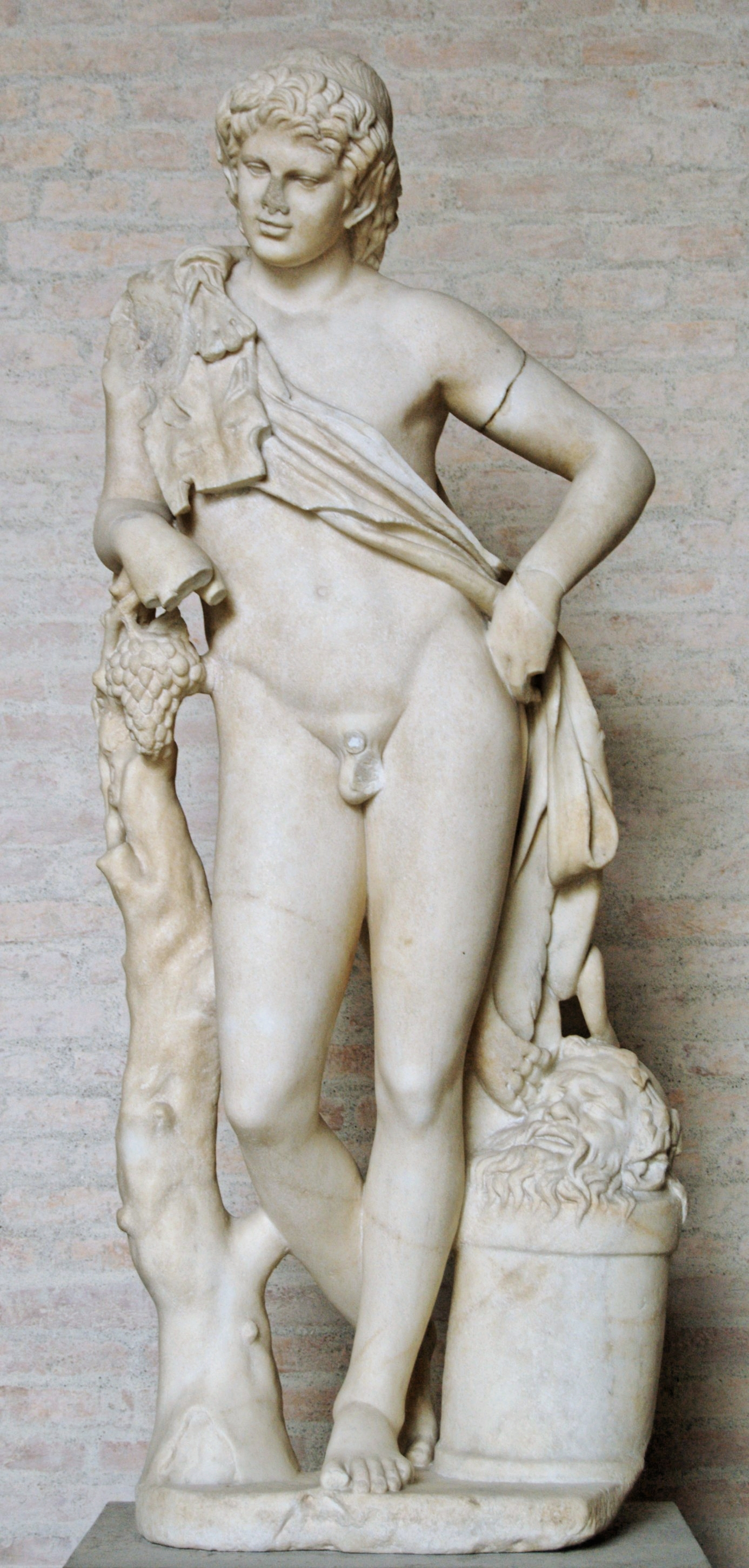
Copia alta 170 cm. conservata alla Gliptoteca (Monaco di Baviera)

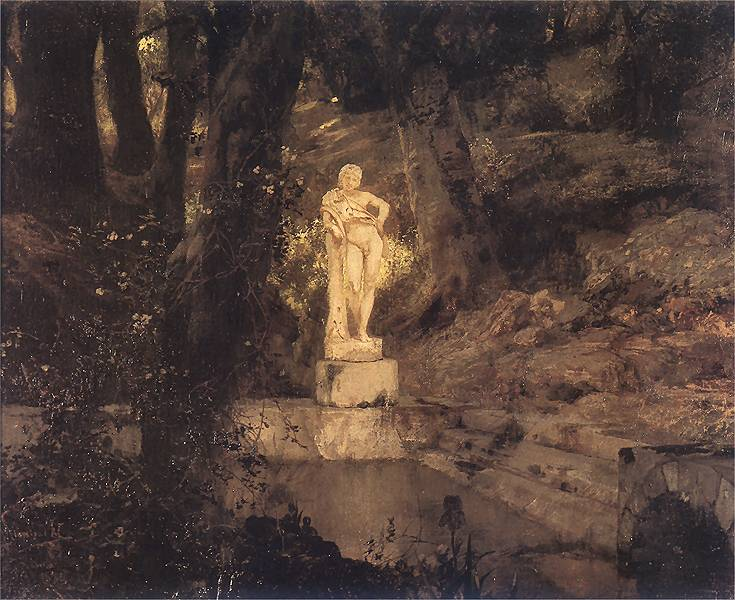
"Stagno del fauno" (1881), di Henryk Siemiradzki

## Nella cultura di massa
La statua ispira parte degli eventi dell'opera di Hawthorne Il fauno di marmo.